# Port de Agadir
Port de Agadir är en hamn i Marocko. Den ligger i den centrala delen av landet, 500 km sydväst om huvudstaden Rabat. Runt Port de Agadir är det tätbefolkat, med 982 invånare per kvadratkilometer. Närmaste större samhälle är Agadir, 3,6 km öster om Port de Agadir. Runt Port de Agadir är det i huvudsak tätbebyggt.